# Pieve di Cadore
Pieve di Cadore é uma comuna da província de Belluno, na região do Vêneto, na Itália. Possui cerca de 3 833 habitantes. Estende-se por uma área de 66 quilômetros quadrados, tendo uma densidade populacional de 58 habitantes por quilômetro quadrado. Faz fronteira com Calalzo di Cadore, Cimolais (PN), Domegge di Cadore, Perarolo di Cadore, Valle di Cadore e Vodo Cadore.
É a cidade natal do famoso pintor renascentista italiano Ticiano (1490-1576).

## Demografia
| Variação demográfica do município entre 1861 e 2011                               |
|                                                                                   |
| Fonte: Istituto Nazionale di Statistica (ISTAT) - Elaboração gráfica da Wikipedia |